# Ożarów (Sainte-Croix)
Pour les articles homonymes, voir Ożarów.
Ożarów est une ville de la voïvodie de Sainte-Croix et du powiat d'Opatów. Elle est le siège de la gmina d'Ożarów ; elle s'étend sur 7,8 km2 et comptait 4 679 habitants en 2010.

## Histoire
La ville comptait une communauté juive historique. Une Dynasties hassidiques qui porte le nom de la ville existe toujours, la (en) Dynastie hassidique Ozharov.
Au cours de la Seconde Guerre mondiale, de janvier à octobre 1942, 4500 juifs sont emprisonnés dans un ghetto, ils sont de la ville mais aussi de Radom, Włocławek et même de Vienne. Ils seront assassinés, principalement à leur arrivée au Camp d'extermination de Treblinka. La ville perd 64 % de ses habitants pendant la Shoah.
Il existe un cimetière juif vieux de 400 ans rénové en 2001.

## Galerie

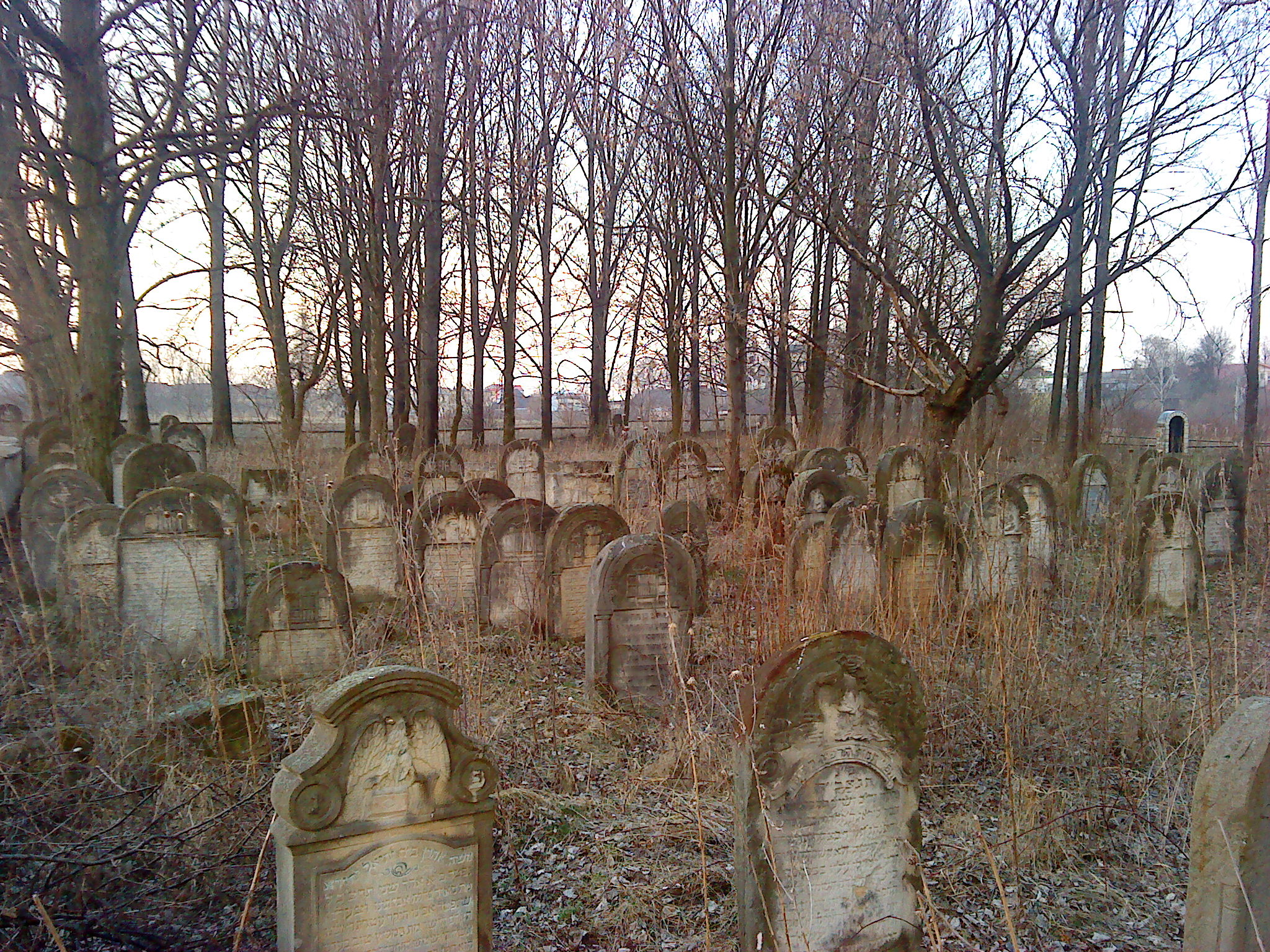
Cimetière juif
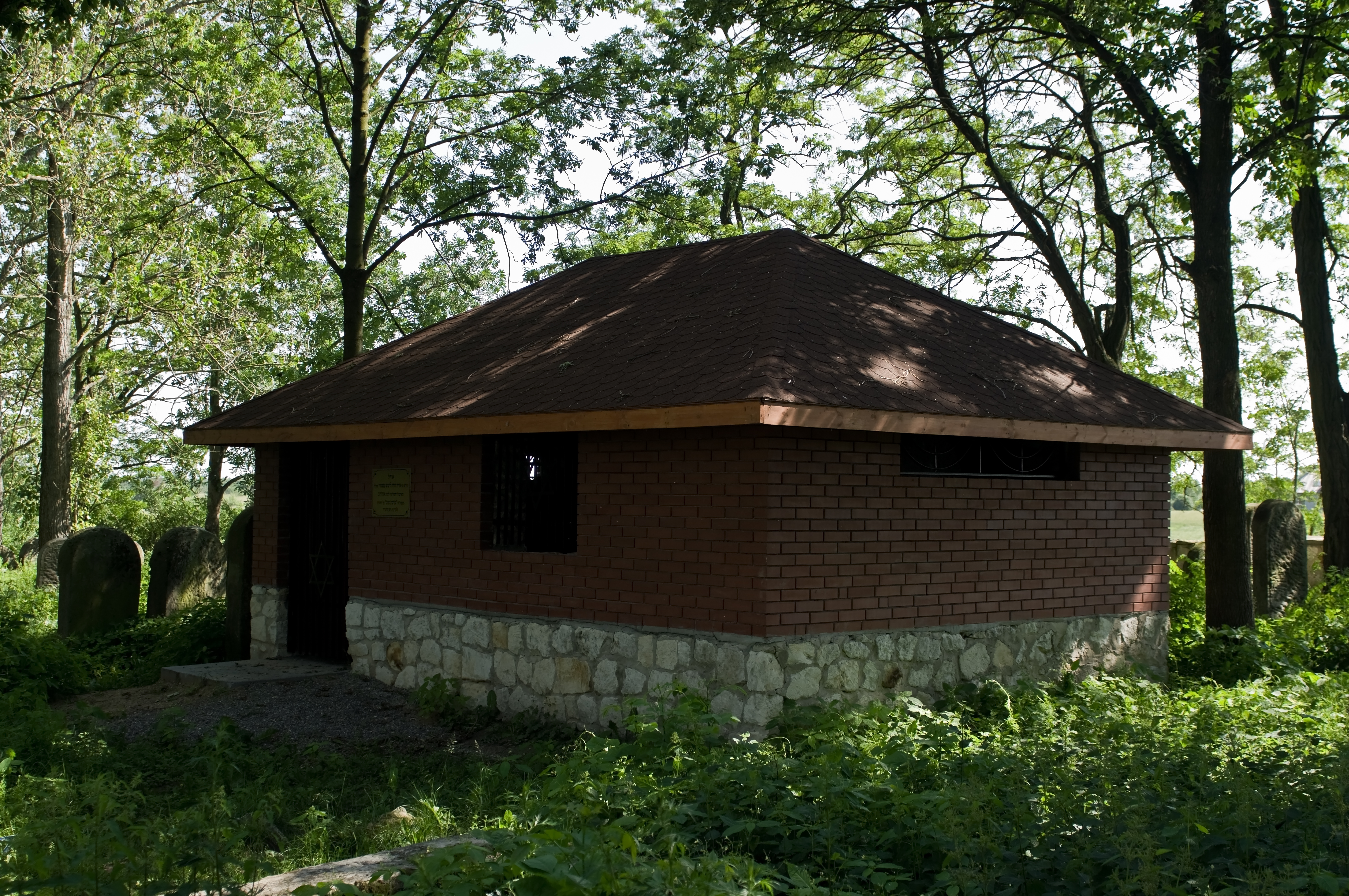
Cimetière juif
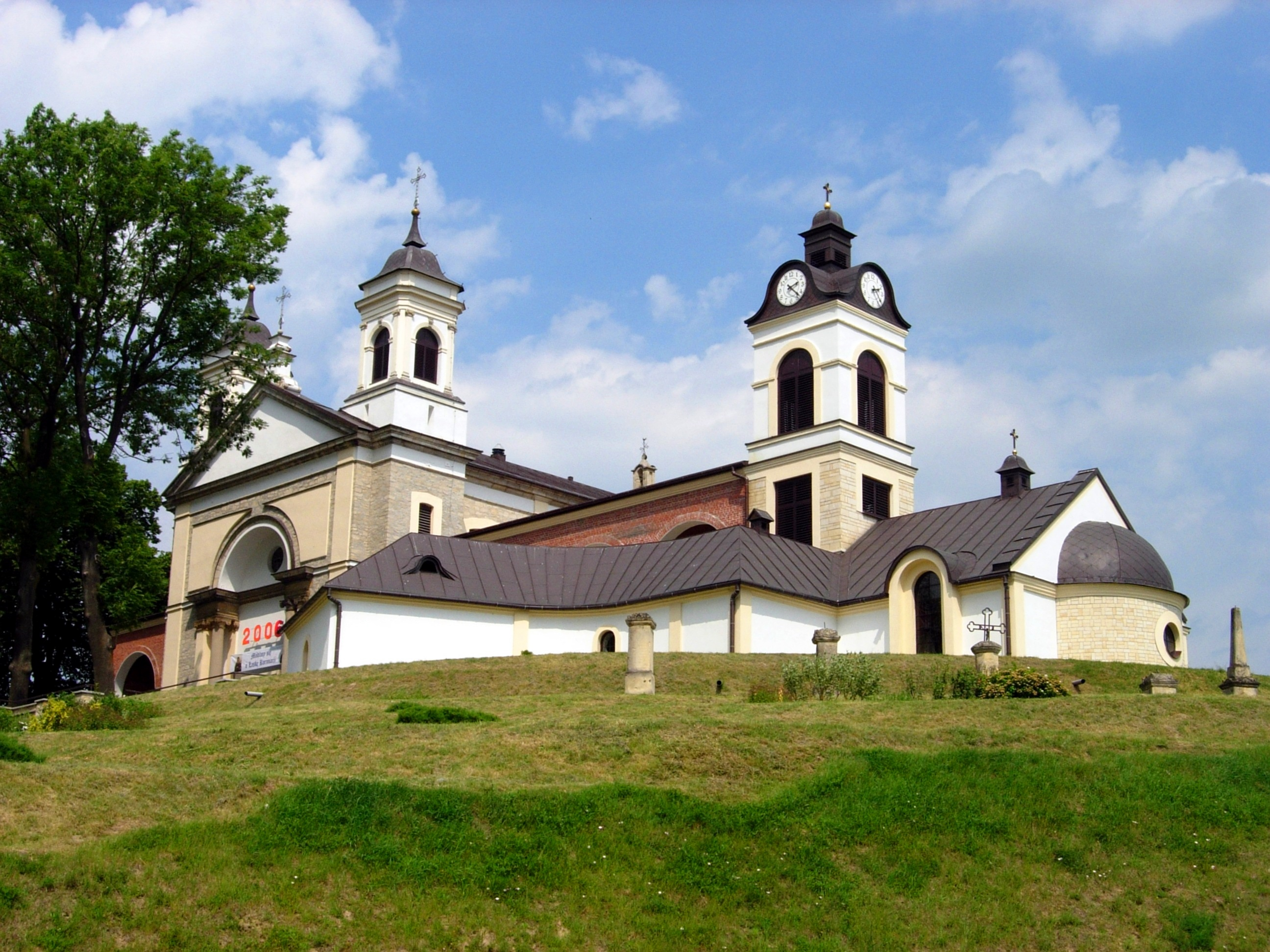
Eglise de Saint Stanislaw